# Manoir de Penthièvre
Le manoir de Penthièvre appelé aussi manoir d'Hottineaux est une demeure qui se dresse sur le territoire de la commune française de Blangy-sur-Bresle, dans le département de la Seine-Maritime, en région Normandie. L'édifice est partiellement inscrit au titre des monuments historiques.

## Localisation
Le manoir est situé au bord de la Bresle, à Blangy-sur-Bresle, dans le département français de la Seine-Maritime.

## Historique
La ville est prospère dès le XVe siècle du fait du commerce de draps. 
Le manoir est construit au XVIIe siècle pour Anne-Marie-Louise d'Orléans, dite la Grande Mademoiselle. Mademoiselle de Montpensier est la petite fille du roi Henri IV et de Marie de Médicis, et cousine du futur roi Louis XIV.
L'édifice est transformé en filature au XIXe siècle. Des éléments de style Louis XIII sont ajoutés vers 1870.

## Description
La demeure, bâti en brique et pierre, est un bon exemple de gentilhommière d'époque Louis XIII.

## Protection
Le logis du manoir, en totalité ; le moulin dit moulin de Penthièvre ou d'Hottineaux, en totalité, à l'exclusion du hangar est, y compris son mécanisme et l'ensemble du système hydraulique dont le bras canalisé de la Bresle alimentant le moulin d'Hottineaux, y compris le vannage depuis son origine jusqu'à son retour à la Bresle sont inscrits au titre des monuments historiques par arrêté du 13 juillet 2001.

## Pour approfondir